# Ischnothele longicauda
Ischnothele longicauda är en spindelart som beskrevs av Pelegrín Franganillo Balboa 1930. 
Ischnothele longicauda ingår i släktet Ischnothele, och familjen Dipluridae. Inga underarter finns listade.